# Canton de Moulins-1
Le canton de Moulins-1 est une circonscription électorale française du département de l'Allier, créée par le décret du 27 février 2014 et entrant en vigueur lors des élections départementales de 2015.

## Histoire
Un nouveau découpage territorial de l'Allier entre en vigueur en mars 2015, défini par le décret du 27 février 2014, en application des lois du 17 mai 2013 (loi organique 2013-402 et loi 2013-403). Les conseillers départementaux sont, à compter de ces élections, élus au scrutin majoritaire binominal mixte. Les électeurs de chaque canton élisent au Conseil départemental, nouvelle appellation du Conseil général, deux membres de sexe différent, qui se présentent en binôme de candidats. Les conseillers départementaux sont élus pour six ans au scrutin binominal majoritaire à deux tours, l'accès au second tour nécessitant 12,5 % des inscrits au premier tour. En outre la totalité des conseillers départementaux est renouvelée. Ce nouveau mode de scrutin nécessite un redécoupage des cantons dont le nombre est divisé par deux avec arrondi à l'unité impaire supérieure si ce nombre n'est pas entier impair, assorti de conditions de seuils minimaux. Dans l'Allier, le nombre de cantons passe ainsi de 42 à 21. Le canton de Moulins-1 fait partie des neuf nouveaux cantons du département, les dix autres cantons portant la dénomination d'un ancien canton, mais avec des limites territoriales différentes.

## Représentation
| Période élective | Période élective | Mandat | Mandat   | Identité           | Nuance | Nuance | Qualité |
| ---------------- | ---------------- | ------ | -------- | ------------------ | ------ | ------ | --- |
| 2015             | 2021             | 2015   | 2021     | Alain Denizot      |        | PS     | Retraité de l'Université Ancien conseiller général du canton de Moulins-Ouest, maire d'Avermes                                   |
| 2015             | 2021             | 2015   | 2021     | Éliane Huguet      |        | PS     | Greffière au ministère de la Justice, conseillère municipale d'Avermes                                                           |
| 2021             | 2028             | 2021   | en cours | Julien Carpentier  |        | DVD    | Médecin généraliste et médecin coordonnateur d'EHPAD à Yzeure Conseiller municipal de Moulins                                    |
| 2021             | 2028             | 2021   | en cours | Cécile de Breuvand |        | DVD    | Directrice de services médico-sociaux 1re adjointe au maire de Moulins 4e vice-présidente chargée de la culture et du patrimoine |

### Résultats détaillés

#### Élections de mars 2015
À l'issue du premier tour des élections départementales de 2015, deux binômes sont en ballottage : Alain Denizot et Éliane Huguet (PS, 36,61 %) et Jean-Louis Laurent et Dominique Legrand (DVD, 34,41 %). Le taux de participation est de 52,3 % (6 721 votants sur 12 850 inscrits) contre 53,8 % au niveau départemental et 50,17 % au niveau national.
Au second tour, Alain Denizot et Éliane Huguet (PS) sont élus avec 51,12 % des suffrages exprimés et un taux de participation de 52,28 % (3 167 voix pour 6 718 votants et 12 850 inscrits).

#### Élections de juin 2021
Le premier tour des élections départementales de 2021 est marqué par un très faible taux de participation (33,26 % au niveau national). Dans le canton de Moulins-1, ce taux de participation est de 33,29 % (4 157 votants sur 12 487 inscrits) contre 36,56 % au niveau départemental. À l'issue de ce premier tour, deux binômes sont en ballottage : Julien Carpentier et Cécile de Breuvand (DVD, 48,5 %) et Eliane Huguet et Didier Pinet (PS, 40,03 %).
Le second tour des élections est marqué une nouvelle fois par une abstention massive équivalente au premier tour. Les taux de participation sont de 34,3 % au niveau national, 37,8 % dans le département et 35,04 % dans le canton de Moulins-1. Julien Carpentier et Cécile de Breuvand (DVD) sont élus avec 55,65 % des suffrages exprimés (2 303 voix pour 4 378 votants et 12 494 inscrits),,.

## Composition
| Nom                             | Code Insee | Intercommunalité      | Superficie (km2) | Population (dernière pop. légale)                | Densité (hab./km2) | Modifier                                    |
| ------------------------------- | ---------- | --------------------- | ---------------- | ------------------------------------------------ | ------------------ | ------------------------------------------- |
| Moulins (bureau centralisateur) | 03190      | CA Moulins Communauté | 8,61             | Fraction : 10 340 (2022) Commune : 19 344 (2022) | 2 247              | modifier les données · modifier les données |
| Aubigny                         | 03009      | CA Moulins Communauté | 17,14            | 146 (2022)                                       | 8,5                | modifier les données · modifier les données |
| Avermes                         | 03013      | CA Moulins Communauté | 15,60            | 4 109 (2022)                                     | 263                | modifier les données · modifier les données |
| Bagneux                         | 03015      | CA Moulins Communauté | 24,87            | 339 (2022)                                       | 14                 | modifier les données · modifier les données |
| Coulandon                       | 03085      | CA Moulins Communauté | 17,06            | 634 (2022)                                       | 37                 | modifier les données · modifier les données |
| Montilly                        | 03184      | CA Moulins Communauté | 22,09            | 496 (2022)                                       | 22                 | modifier les données · modifier les données |
| Neuvy                           | 03200      | CA Moulins Communauté | 19,03            | 1 487 (2022)                                     | 78                 | modifier les données · modifier les données |
| Canton de Moulins-1             | 0313       |                       |                  | 17 551 (2022)                                    |                    | modifier les données                        |

Le canton de Moulins-1 est composé de :
1. six communes entières,
2. la partie de la commune de Moulins située à l'ouest d'une ligne définie par l'axe des voies et limites suivantes : depuis la limite territoriale de la commune de Toulon-sur-Allier, chemin de Nomazy, boulevard de Nomazy, quai d'Allier, rond-point, avenue d'Orvilliers, boulevard Ledru-Rollin, rue de Lyon, rue Delorme, rue des Halles, place des Halles, place Garibaldi, rue Regemortes, rue Laussedat, place d'Allier, rue Vieille-du-Four, rue des Bouchers, place Jean-Moulin, rue du Vert-Galant, rue des Fausses-Braies, rue de Paris, rue des Potiers, cours Jean-Jaurès, rue des Six-Frères, boulevard de Courtais, rue du Lieutenant-Burlaud, rue de Villars, avenue du Général-Leclerc, rue Philippe-Thomas, rue de Refembre, jusqu'à la limite territoriale de la commune d'Yzeure.

## Démographie
En 2022, le canton comptait 17 551 habitants, en évolution de −2,19 % par rapport à 2016 (Allier : −1,38 %, France hors Mayotte : +2,11 %).
| 2013   | 2018   | 2022   |
| ------ | ------ | ------ |
| 17 912 | 17 870 | 17 551 |